# Вуйтоство (Новодворський повіт)
Вуйтоство (пол. Wójtostwo) — село в Польщі, у гміні Помехувек Новодворського повіту Мазовецького воєводства.
Населення — 118 осіб (2011).
У 1975-1998 роках село належало до Варшавського воєводства.

## Демографія
Демографічна структура станом на 31 березня 2011 року:
|          | Загалом | Допрацездатний вік | Працездатний вік | Постпрацездатний вік |
| -------- | ------- | ------------------ | ---------------- | -------------------- |
| Чоловіки | 58      | 12                 | 37               | 9                    |
| Жінки    | 60      | 11                 | 30               | 19                   |
| Разом    | 118     | 23                 | 67               | 28                   |